# Moreton on Lugg
Moreton on Lugg es una localidad situada en el condado de Herefordshire, en Inglaterra (Reino Unido), con una población estimada a mediados de 2016 de 988 habitantes.
Se encuentra ubicada al suroeste de la región Midlands del Oeste, al norte de Bristol, al suroeste de Birmingham y cerca de la frontera con Gales.